# Шамшин, Александр Александрович
Александр Александрович Шамшин (25 августа 1908 года, село Борисово-Покровское, ныне Дальнеконстантиновский район, Нижегородская область — 23 сентября 1972 года, Москва) — советский военный деятель, Генерал-майор танковых войск (1942 год).

## Начальная биография
Александр Александрович Шамшин родился 25 августа 1908 года в селе Борисово-Покровское ныне Дальнеконстантиновского района Нижегородской области.

## Военная служба

### Межвоенное время
В сентябре 1928 года был призван в ряды РККА и направлен на учёбу в Нижегородское пехотное училище, после окончания которого в марте 1931 года был назначен на должность командира взвода в 12-м стрелковом полку (4-я стрелковая дивизия, Белорусский военный округ).
В мае 1932 года был направлен на учёбу на Московские курсы усовершенствования командного состава, после окончания которых в октябре того же года был направлен в 3-ю учебную танковую бригаду (Белорусский военный округ), где служил на должностях командира танкового взвода, командира танкового роты и помощника начальника оперативного отдела штаба бригады.
В мае 1935 года был направлен на учёбу в Военную академию имени М. В. Фрунзе, после окончания которой в сентябре 1938 года был назначен на должность начальника штаба 42-й танковой бригады, в июне 1939 года — на должность преподавателя в Военной академии механизации и моторизации РККА, в октябре 1940 года — на должность начальника штаба 39-й танковой бригады, а в марте 1941 года — на должность начальника штаба 39-й танковой дивизии (16-й механизированный корпус, 12-я армия, Киевский военный округ).

### Великая Отечественная война
С началом войны дивизия в составе 18-й армии (Южный фронт) вела тяжёлые оборонительные бои на территории Правобережной Украины в междуречье рек Прут, Днестр и Днепр.
В сентябре 1941 года Шамшин был назначен на должность командира 34-й мотострелковой бригады, которая в декабре того же года в составе оперативной группы генерала Ф. Я. Костенко в ходе контрнаступления под Москвой отличилась при разгроме елецко-ливенской группировки противника. Бригада в ходе наступления прошла до 8 км, создав условия для освобождения городов Ефремов и Елец.
С февраля по март 1942 года бригада в составе 21-й и 38-й армий принимала участие в ходе частных наступательных операций в районах городов Волчанск и Балаклея.
В апреле 1942 года Шамшин был назначен на должность командира 22-го танкового корпуса, который в составе Южного фронта принимал участие в ходе Донбасской оборонительной операции, а в июле был передан в состав Сталинградского фронта.
В октябре был назначен на должность командира 9-го танкового корпуса (Юго-Западный фронт), который участвовал в боевых действиях на жиздринском направлении. За проявленные инициативу и смелость Александр Александрович Шамшин был награждён орденом Красной Звезды.
В апреле 1943 года был назначен на должность начальника Управления боевой подготовки бронетанковых и механизированных войск Красной Армии, а в декабре — на должность командира 3-го танкового корпуса (2-я танковая армия), который отличился при отражении контрудара противника на винницком направлении и в боях юго-западнее города Корсунь-Шевченковский.
В сентябре 1944 года был назначен на должность командующего бронетанковыми и механизированными войсками Приволжского военного округа.

### Послевоенная карьера
После окончания войны Шамшин находился на прежней должности.
В июле 1946 года был назначен на должность заместителя командира 27-й механизированной дивизии, а в ноябре 1948 года — на должность преподавателя кафедры тактики Военной академии бронетанковых войск.
Генерал-майор танковых войск Александр Александрович Шамшин в мае 1957 года вышел в запас. Умер в 23 сентября 1972 года в Москве. Похоронен на Котляковском кладбище.

## Награды
- Два ордена Красного Знамени;
- Орден Красной Звезды;
- Медали.

## Память
- На могиле установлен надгробный памятник.
- Имя воина увековечено в Главном Храме Вооружённых сил России, и навсегда запечатлено на мемориале «Дорога памяти»[1]